# 聖アントニウスと隠修士聖パウルス
『聖アントニウスと隠修士聖パウルス』（せいアントニウスといんしゅうしせいパウルス、西: San Antonio Abad y San Pablo, primer ermitaño、英: Saints Anthony Abbot and Paul the Hermit）は、バロック期のスペインの巨匠ディエゴ・ベラスケスによるキャンバス上の油彩画で、1623年に画家がマドリードの宮廷で職を得て以来、制作した7-8点しかない宗教画のうちの1点である。制作年代については1630年代前半から1650年代後半までと揺れ動いていたが、マドリード郊外に造営され、当時ほぼ完成していたブエン・レティーロ宮殿内のサン・パブロ小礼拝堂に飾られたことが実証され、1634年頃に描かれたと見られる。現在、作品はマドリードのプラド美術館に収蔵されている。

## 主題
本作の主題はヤコブス・デ・ウォラギネの『黄金伝説』からとられている。初代修道院長聖アントニウスが史上最初の隠修士聖パウルスを2度訪問した時の物語である。前景には、聖パウルスに日々の糧であるパンをくわえ飛来するカラスとそれに驚く聖アントニウスが描かれている。この日のパンは通常の2倍の大きさのものであったが、それは聖アントニウスがいるためである。中景の右手には洞窟内での2聖人の出会いの場面が描かれ、左手には終油の秘跡を受ける聖パウルスと、聖パウルスの墓を掘るライオンが描かれている。遠景には、サテュロス、ケンタウロスと聖アントニウスの出会いが描かれている。このように本作の主題は、時間・空間を越えた別の3場面が「異時同図法」で描かれている。

## 作品
マドリードの宮廷で職を得て以来、ベラスケスの制作の中心は肖像画におかれ、宗教画は『十字架上のキリスト』、『聖母戴冠』(ともにプラド美術館) などわずかしか手掛けられなかった。エル・グレコ、ムリーリョ、スルバランなど16世紀後半から17世紀後半までのスペインの主要な画家たちの全作品中、85%以上が宗教画であることを考えれば、ベラスケスが異例の制作をしたことが理解できる。
背景の風景が大きなスペースを占める本作は、『東方三博士の礼拝』(プラド美術館) など画家初期のセビーリャ時代の宗教画とは大きく異なっており、絵画に風景描写を導入したパティニールの作品やデューラーの本作と同主題の版画に触発されていると考えられる。また、ベラスケスが訪問したローマで知ることができたと思われるピエトロ・ダ・コルトーナのフレスコによる風景画連作をも想起させる。そのほか、自然の中に人物を添景として描く画風は、ローマから装飾のためにブエン・レティーロ宮殿に送られたクロード・ロランやプッサンの作品に影響を受けている可能性もある。
作品の背景にはグアダラマ山脈が描かれ、同じくベラスケスによりブエン・レティーロ宮殿のために描かれた『皇太子バルタサール・カルロス騎馬像』や『フェリペ4世騎馬像』(ともにプラド美術館) と同じころの制作時期を裏付けている。伝統的な宗教主題の作品であるが、ベラスケスの奔放で透明感あるタッチで描かれており、近代的な印象が生まれている。